# Sommeval
Sommeval är en kommun i departementet Aube i regionen Grand Est (tidigare regionen Champagne-Ardenne) i nordöstra Frankrike. Kommunen ligger  i kantonen Bouilly som ligger i arrondissementet Troyes. År 2022 hade Sommeval 301 invånare.

## Befolkningsutveckling
Antalet invånare i kommunen Sommeval
Referens: INSEE